# Campionati di pugilato dilettanti dell'Unione europea 2006
I Campionati di pugilato dilettanti dell'Unione europea maschili 2006 si sono tenuti a Pécs, Ungheria, dal 23 al 27 maggio 2006. È stata la 4ª edizione della competizione annuale organizzata dall'EABA.

## Risultati
| Categoria                   | Oro                       | Argento                     | Bronzo                                                      |
| --------------------------- | ------------------------- | --------------------------- | ----------------------------------------------------------- |
| Pesi minimosca (kg 48)      | Lukasz Maszczyk Polonia   | Alfonso Pinto Italia        | Ronny Beblik Germania Gergo Szalai Ungheria                 |
| Pesi mosca (kg 51)          | Salim Salimov Bulgaria    | Guven Aydemir Turchia       | Norbert Kalucza Ungheria Amine Lamiri Francia               |
| Pesi gallo (kg 54)          | Zsolt Bedak Ungheria      | Joseph Murray Inghilterra   | Vittorio Jahyn Parrinello Italia Krzysztof Rogowski Polonia |
| Pesi piuma (kg 57)          | Hicham Ziouti Francia     | Theodoros Papazov Grecia    | Alexey Shaydulin Bulgaria Sandor Racz Ungheria              |
| Pesi leggeri (kg 60)        | Domenico Valentino Italia | Selçuk Aydin Turchia        | Husnu Kocabas Paesi Bassi Krzysztof Szot Polonia            |
| Pesi superleggeri (kg 64)   | Gyula Káté Ungheria       | Boris Georgiev Bulgaria     | Sipal Onder Turchia Mariusz Koperski Polonia                |
| Pesi welter (kg 69)         | Istvan Szili Ungheria     | Bülent Ulusoy Turchia       | Borna Katalinic Croazia Ryan Pickard Inghilterra            |
| Pesi medi (kg 75)           | Alexander Rubjuk Estonia  | Anastasios Mperdesis Grecia | Matej Matkovic Croazia Savvas Kaya Turchia                  |
| Pesi mediomassimi (kg 81)   | Bahram Muzaffer Turchia   | Constantin Bejenaru Romania | Marijo Šivolija Croazia Kenneth Egan Irlanda                |
| Pesi massimi (kg 91)        | John M'Bumba Francia      | Lukasz Janik Polonia        | Vedran Ðipalo Croazia Jozsef Darmos Ungheria                |
| Pesi supermassimi (kg 91 +) | Roberto Cammarelle Italia | Roy Ignacia Paesi Bassi     | Laszlo Gschwendtner Ungheria Krzysztof Zimnoch Polonia      |

## Medagliere
| Posizione | Paese       | Oro | Argento | Bronzo | Totale |
| --------- | ----------- | --- | ------- | ------ | ------ |
| 1         | Ungheria    | 3   | 0       | 5      | 8      |
| 2         | Italia      | 2   | 1       | 1      | 4      |
| 3         | Francia     | 2   | 0       | 1      | 3      |
| 4         | Turchia     | 1   | 3       | 2      | 6      |
| 5         | Polonia     | 1   | 1       | 4      | 6      |
| 6         | Bulgaria    | 1   | 0       | 1      | 2      |
| 7         | Estonia     | 1   | 0       | 0      | 1      |
| 8         | Grecia      | 0   | 2       | 0      | 2      |
| 9         | Inghilterra | 0   | 1       | 1      | 2      |
| 9         | Paesi Bassi | 0   | 1       | 1      | 2      |
| 11        | Romania     | 0   | 1       | 0      | 1      |
| 12        | Croazia     | 0   | 0       | 4      | 4      |
| 13        | Germania    | 0   | 0       | 1      | 1      |
| 13        | Irlanda     | 0   | 0       | 1      | 1      |
|           | Totale      | 11  | 11      | 22     | 44     |